# فرانچسکو ردی
فرانچسکو رِدی (۱۹ فوریه ۱۶۲۶ – ۱ مارس ۱۶۹۷) پزشک، زیست‌شناس و شاعر ایتالیایی، از بنیان‌گذاران زیست‌شناسیِ تجربی و ملقب به «پدر انگل‌شناسی نوین» است.

## زندگی‌نامه
- متولد:۱۸ یا ۱۹ فوریه ۱۶۲۶
- مرگ:۱ مارس ۱۶۹۷
- ملیت:ایتالیایی[۱]

## نظریه‌ها
او نقش مهمی در رد کردن نظریه خلق الساعه دارد.
او با انجام آزمایش‌هایی متعدد نظریه ون هلومنت را رد کرد ولی نظریه خلق الساعه توسط پاستور به صورت کامل رد شد.
او مقداری گوشت را به دو قسمت تقسیم کرد و یک قسمت آن را درون یک ظرف در باز و دیگری را در یک ظرف در بسته قرار داد و پس از مدتی مشاهده کرد که در ظرفی که در آن بسته است هیچ مگسی نیست اما درون ظرف در باز از ذراتی که مگس‌ها به جا گذاشته‌اند، نوزادان کرمی شکلی به وجود آمده‌اند. او این آزمایش را به صورت‌های مختلف دیگر مانند پنهان کردن گوشت زیر خاک تکرار کرد و سرانجام به این نتیجه رسید که «هر مگس حاصل تخم‌گذاری مگسی دیگر است.»
او در آزمایش‌های دیگری مادهٔ گندیده را با تور ناپلی٬ که بسیار ریز بافت بود٬ پوشانید و بعد مشاهده کرد که نخم‌ها روی تور مانده‌اند. اما عجیب اینکه او نتیجه گرفت که کرم برگ و میوه و سبزیجات می‌تواند به‌طور خلق‌الساعه پدید آید.

## یادداشت
یکی از گودال‌های مریخ را به نام او نامیده‌اند.